# Łopuszna (rejon przemyślański)
Łopuszna – wieś na Ukrainie w rejonie lwowskim (do 2020 roku w rejonie przemyślańskim) należącym do obwodu lwowskiego.

## Historia
W II Rzeczypospolitej w gminie Chlebowice Wielkie w powiecie bóbreckim województwa lwowskiego. W 1931 r. wieś liczyła 731 mieszkańców, w tym 487 Polaków. W 1944 r. nacjonaliści ukraińscy z OUN-UPA zamordowali tutaj 19 Polaków.

## Położenie
Na podstawie Słownika geograficznego Królestwa Polskiego i innych krajów słowiańskich: Łopuszna to wieś w powiecie bóbreckim, 12 km na zachód od sądu powiatowego i urzędu pocztowego w Bóbrce.